# Sext Peduceu (governador)
Sext Peduceu (en llatí Sextus Peducaeus) va ser un magistrat romà. Formava part de la família dels Peduceu.
Era íntim amic d'Herodes Àtic i de Ciceró, i especialment aquest darrer en parla a les seves cartes amb molt d'afecte. L'any 51 aC, quan Ciceró era procurador a Cilícia i estava absent de Roma, Peduceu va ser acusat i absolt, encara que no es coneixen les circumstàncies del fet.
Quan es va iniciar la guerra civil entre Juli Cèsar i Pompeu, es va decantar per Cèsar, i aquest el va nomenar l'any 48 aC governador de Sardenya. L'any 39 aC Peduceu era propretor a Hispània, i aquest any és l'ultima vegada que se'l menciona.